# Erebus candidii
Erebus candidii là một loài bướm đêm trong họ Erebidae.